# Bartolomeo Caporali

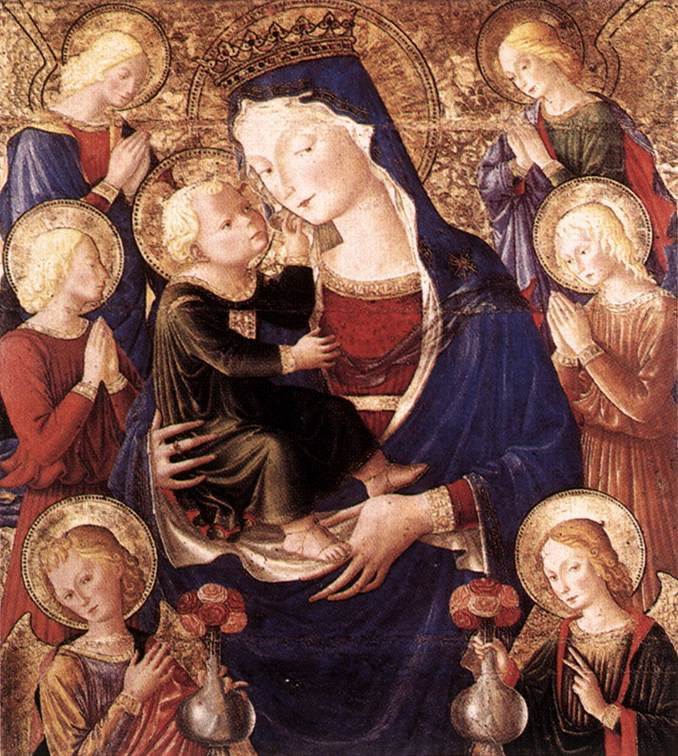
Madonna mit Kind und Engel, Galleria nazionale dell'Umbria, Perugia

Bartolomeo Caporali (* um 1420 in Perugia; † 1503/1505 ebenda) war ein italienischer Maler und Miniaturist.

## Biografie
Er war ein Sohn von Segnolo di Giovanni, Militärangehöriger mit dem Spitznamen der Corporal, geboren in Massa Lombarda. Es gibt einige Informationen über seine künstlerische Ausbildung und sein Name wird 1442 in der Mitgliederliste der Malergilde angeführt.
Seine Familie war in der Kunst sehr aktiv. Sein Bruder Giapeco war Buchmaler und auch seine Söhne Giovan Battista, Giovanni Paolo und der Neffe Giulio waren Künstler. Es ist jedoch sicher, dass er die Renaissance-Malkreise von Perugia besuchte, die 1438 nach dem Aufenthalt von Domenico Veneziano entstanden sind. Von dieser fruchtbaren Schule wurden die ersten Schritte von Malern wie Perugino unternommen. Der Nährboden der Schule war die Entwicklung neuer Theorien über die Perspektive, aufbauend auf die alten gotischen Traditionen.

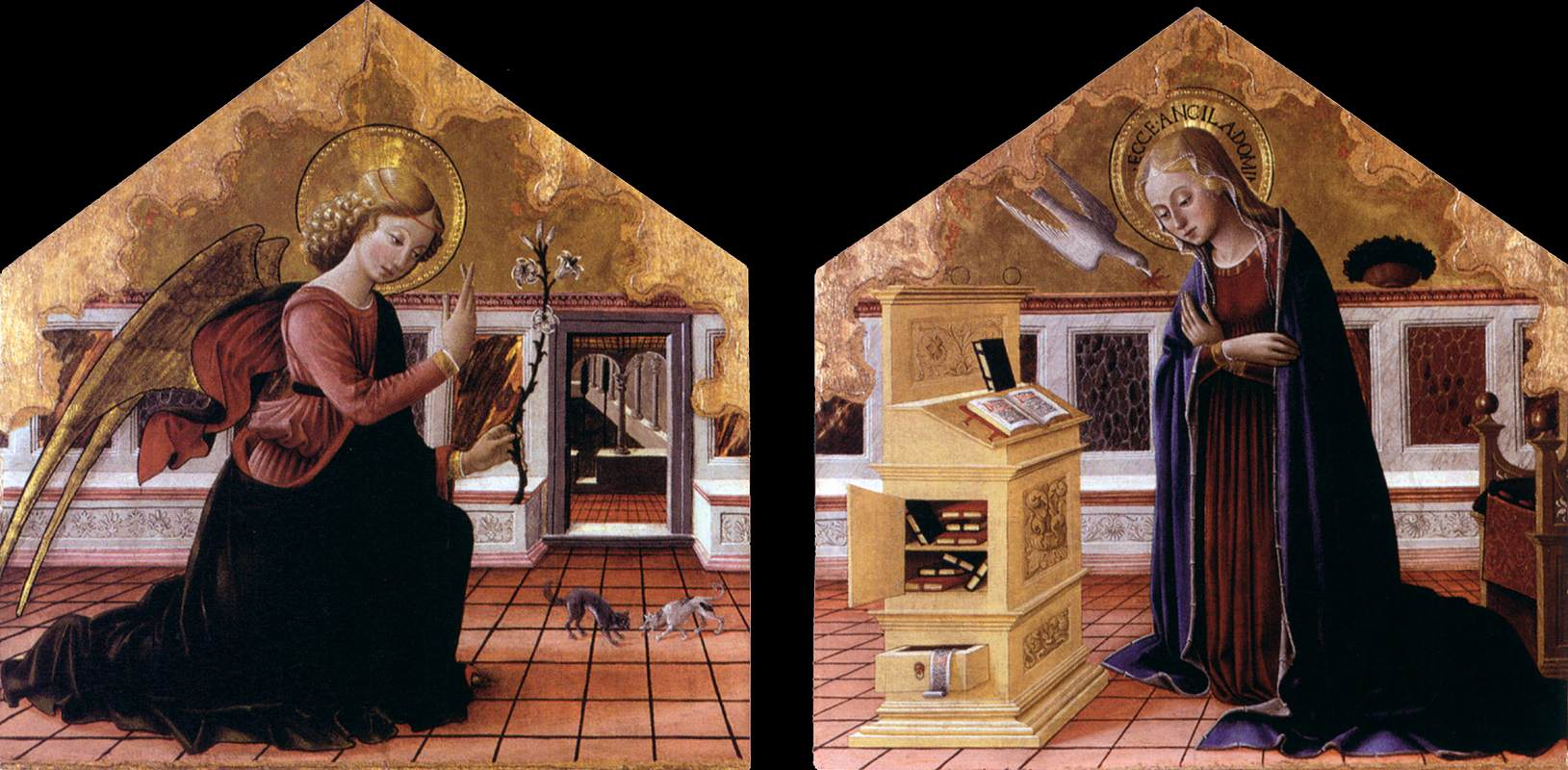
Verkündigung, Galleria Nazionale dell’Umbria, Perugia

Der Stil von Caporali wurde in der ersten Phasen von Benedetto Bonfigli und in seiner letzten Schaffensphase von Fiorenzo di Lorenzo und Pinturicchio beeinflusst.
Caporalis erste Werke können nicht sicher zugeordnet werden. Sowohl die Madonna mit Kind in den Uffizien als auch die Anbetung der Könige mit dem Kruzifix in der National Gallery of London sind ihm oder Benedetto Bonfigli zugeschrieben.
Das Kruzifix der Pfarrkirche der Isola Maggiore im Trasimenischen See, die Madonna der Berliner Gemäldegalerie, die Madonna unter den Heiligen und musizierenden Engeln in Fanciullata, alle zwischen 1450 und 1459 entstanden, sind sicherlich seine Werke.
Während die Werke der siebziger Jahre, wie die Engel mit den Attributen der Passion der Perugia-Galerie (1477), die Madonna der Barmherzigkeit mit den Heiligen Franziskus und Bernhard und vier Evangelisten (1480), in der Kapelle der Kirche Sant’Antonio in Deruta, von Bonfigli beeinflusst waren, so näherte er sich in den achtziger Jahren mit dem Banner des Heiligen Franziskus (1482) von Montone, der Madonna im Museo di Capodimonte in Neapel, an die peruginer Schule von Pinturicchio an.
Die Hauptwerke von Caporali könnte in zwei Tafeln, früher im Besitz der Barberini, vorhanden sein, der Geburt der Jungfrau (jetzt New York, Metropolitan Museum of Art) und der Darbringung im Tempel (Boston, Museum of Fine Arts), die jedoch nach Ansicht einiger Kunsthistoriker auch von Piero della Francesca oder Leon Battista Alberti stammen könnten, und in den Dekorationen der Geschichte des Heiligen Bernhard von 1473 (Perugia, Galleria Nazionale dell’Umbria), die unter der Leitung von Perugino entstanden sind, charakterisiert durch kleine Figuren die in architektonische Hintergründe mit der für die umbrischen Renaissance typische Perspektive eingefügt sind.
Bartolomeo Caporali starb in Perugia zwischen 1503 und Oktober 1505.
Der Sohn von Caporali, Giovanni Paolo, arbeitete als Goldschmied.

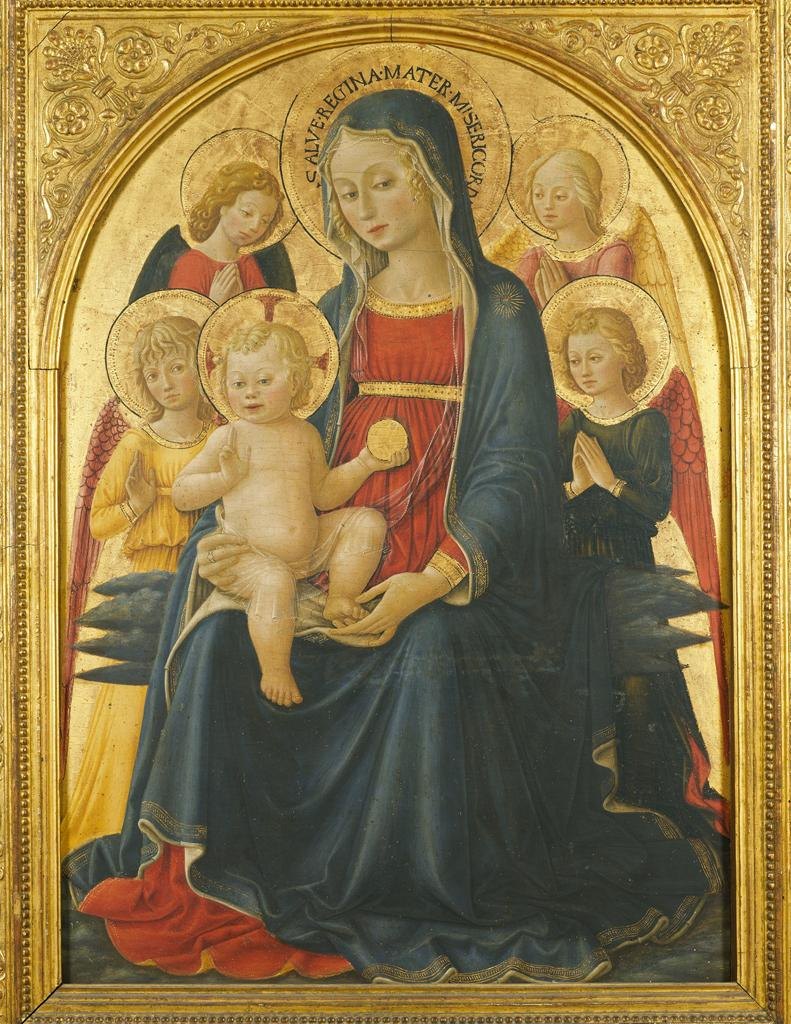
Madonna mit Kind und Engel, Museo di San Marco, Florenz
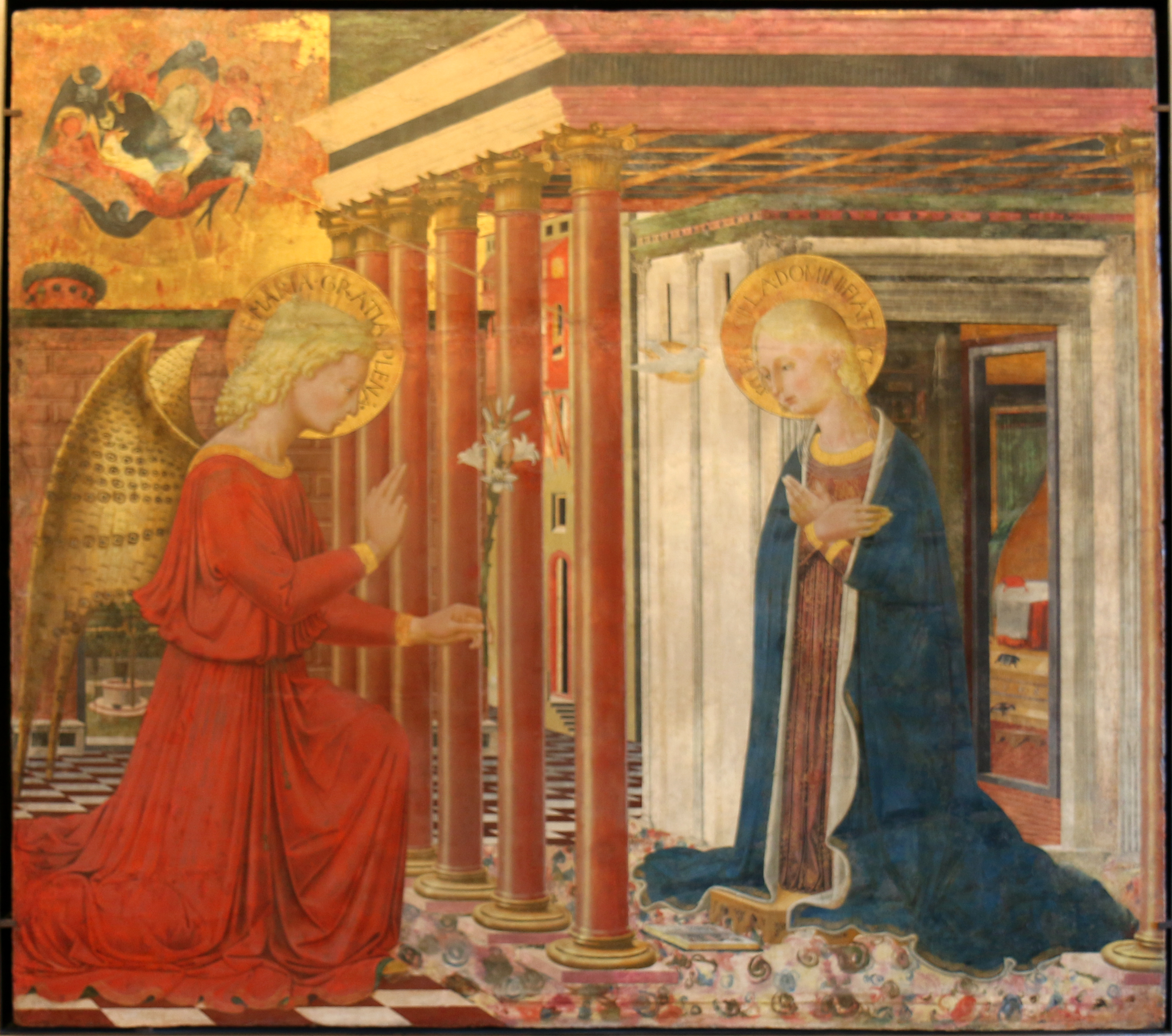
Verkündigung, ca. 1460, Musée du Petit Palais, Avignon
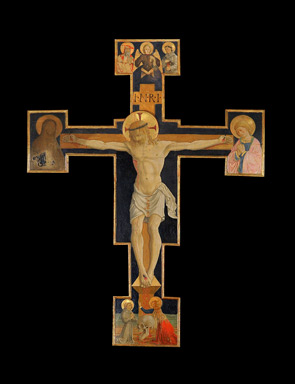
Kruzifix, 1460–1470, Kirche San Michele Arcangelo, Isola Maggiore, Lago Trasimeno
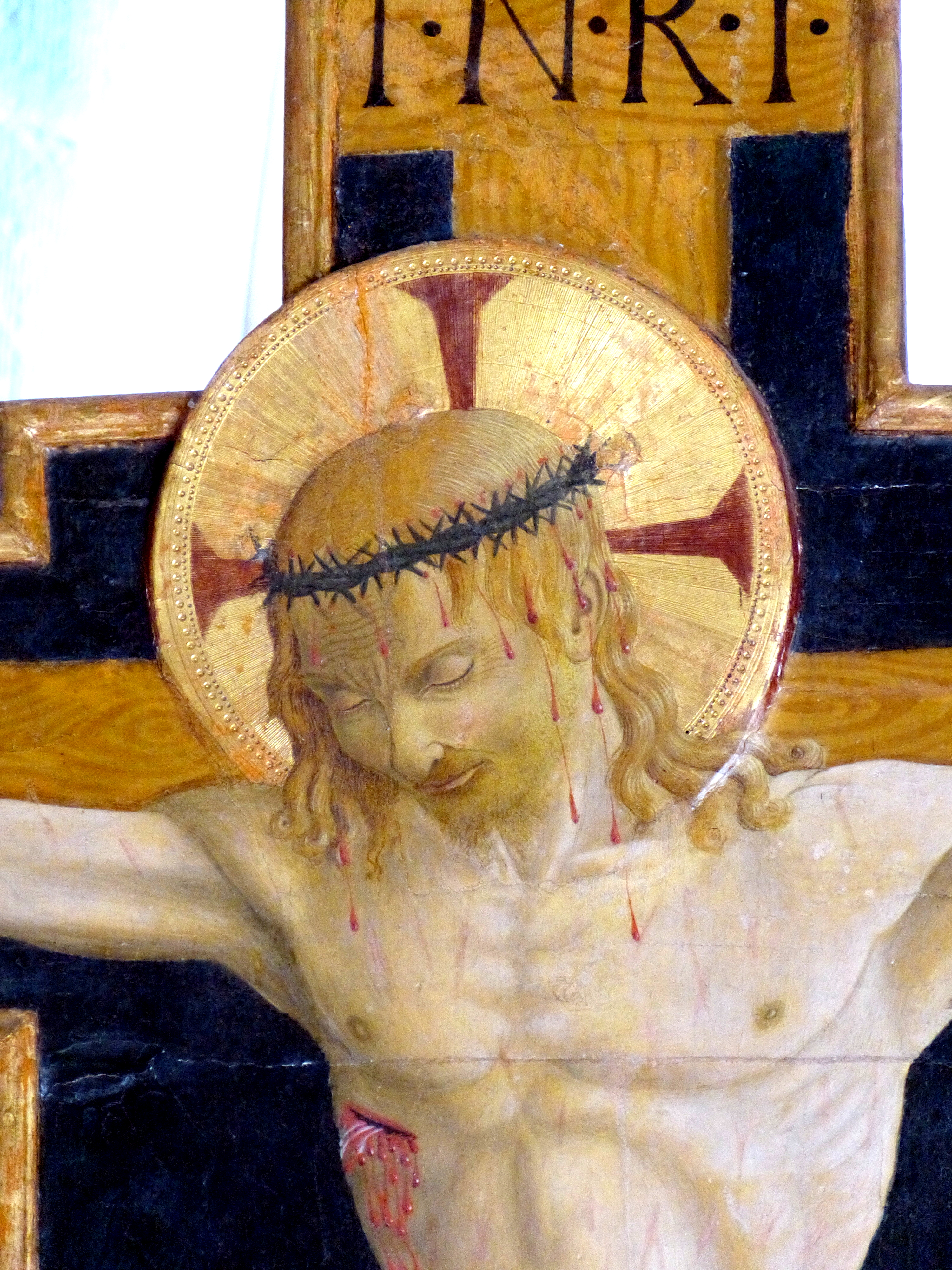
Kruzifix, Detail, 1460–1470, Kirche San Michele Arcangelo, Isola Maggiore, Lago Trasimeno
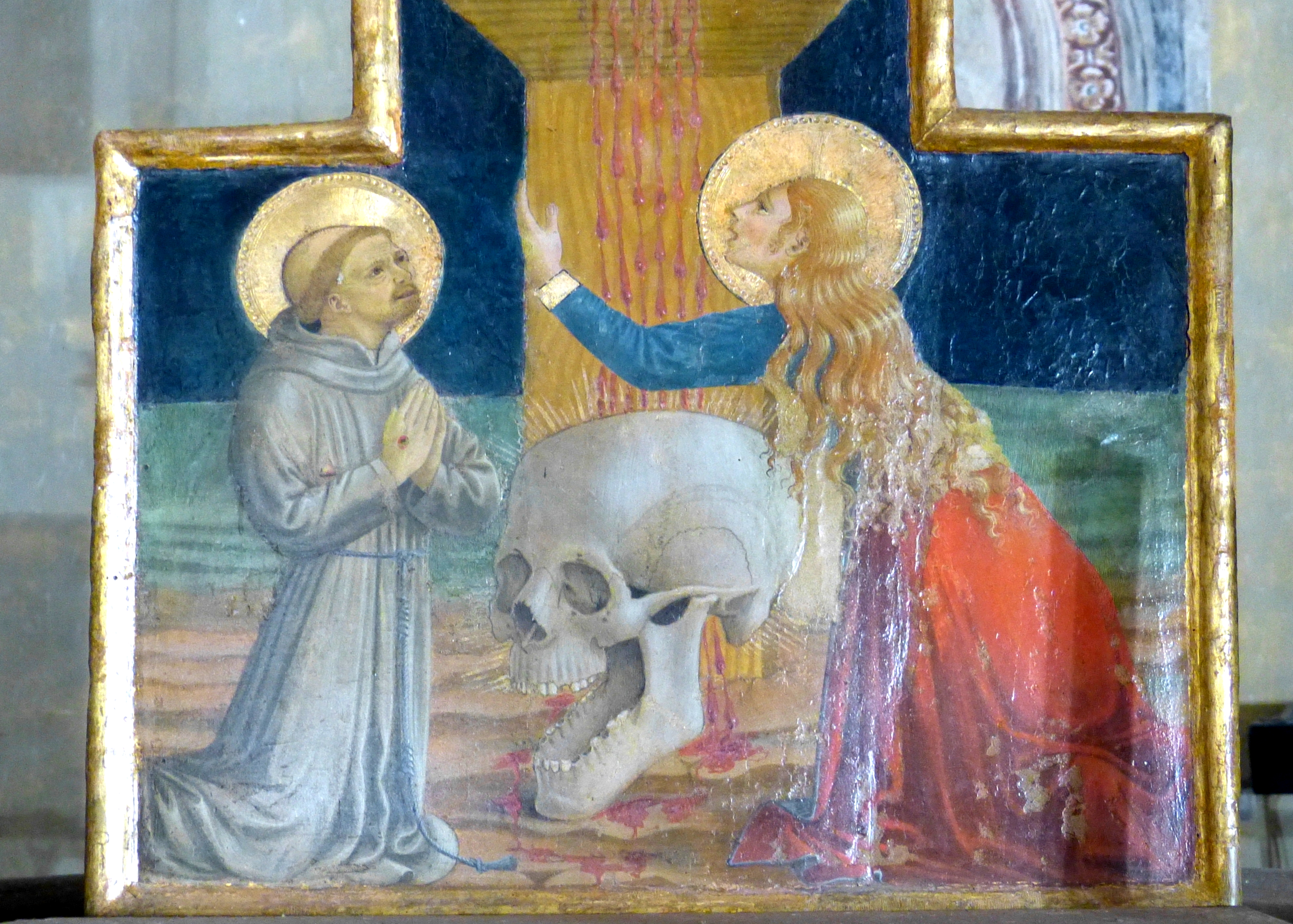
Kruzifix, Detail, 1460–1470, Kirche San Michele Arcangelo, Isola Maggiore, Lago Trasimeno

## Werke
- Madonna von Fanciullo, 1459, Chiesa della Madonna del Fanciullo, Frazione Fanciullata, Deruta
- Madonna der Barmherzigkeit mit den heiligen Franziskus und Bernhard und vier Evangelisten, ca. 1480, Chiesa di Sant’Antonio Abate, Deruta

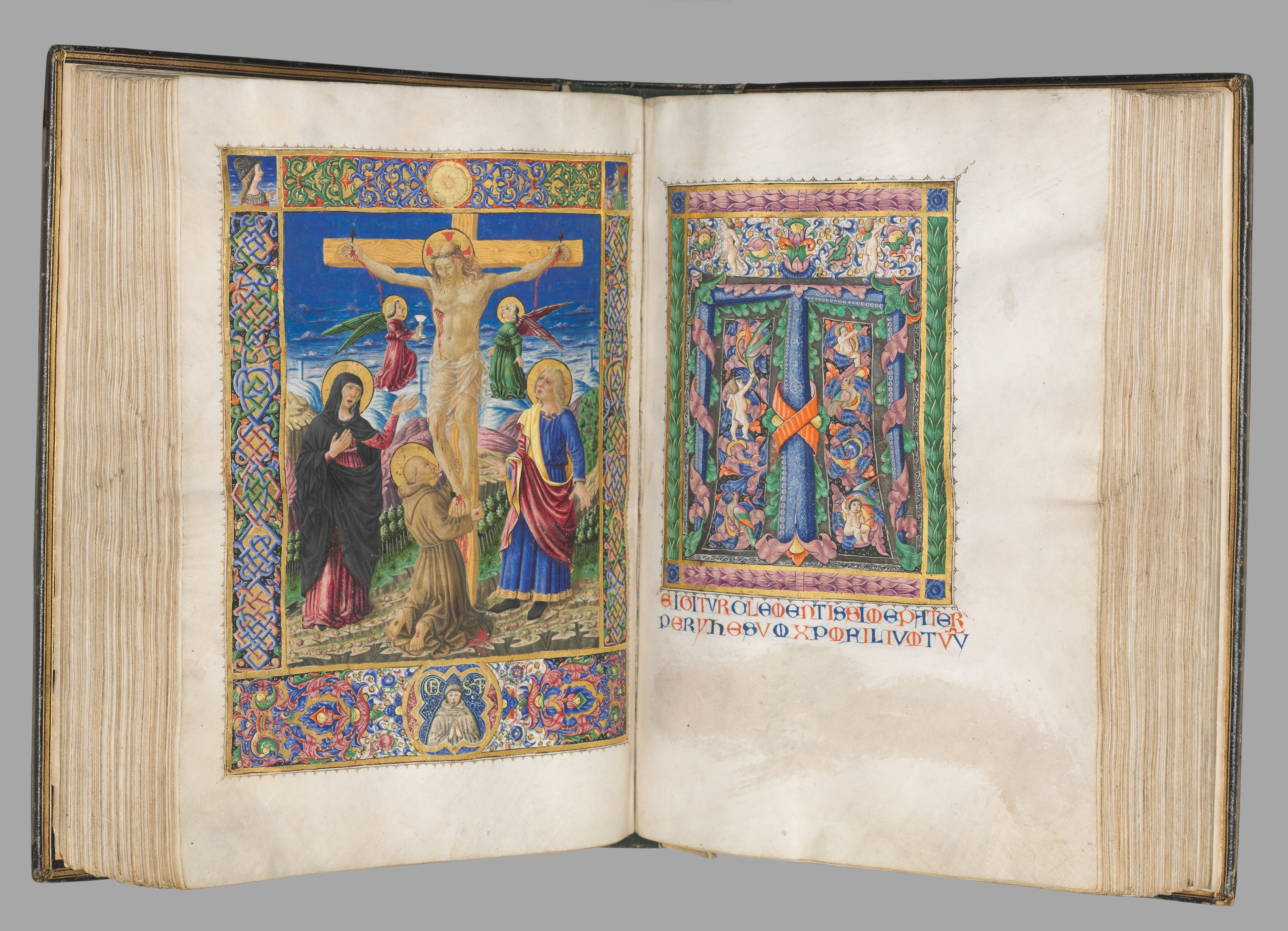
Caporali Missale im Cleveland Museum of Art